# 1568
Відродження •  Реформація •  Доба великих географічних відкриттів •  Ганза

## Геополітична ситуація
Османську державу очолює Селім II (до 1574). Імператором Священної Римської імперії є Максиміліан II Габсбург (до 1572). У Франції королює Карл IX Валуа (до 1576).
Італія за винятком Папської області та Венеціанської республіки належить Священній Римській імперії.
Королем Іспанії та правителем Нижніх земель є Філіп II Розсудливий (до 1598). В Португалії королює Себастьян I Бажаний (до 1578). Королевою Англії є Єлизавета I (до 1603). Королем Данії та Норвегії — Фредерік II (до 1588). Король Швеції — Юхан III (до 1592). Королем Угорщини та Богемії є імператор Максиміліан II Габсбург (до 1572). Королем Польщі та Великим князем литовським є Сигізмунд II Август (до 1572).
Галичина входить до складу Польщі. Волинь та Придніпров'я належить Великому князівству Литовському.
На заході євразійських степів існують Кримське ханство, Ногайська орда. Єгиптом володіють турки. Шахом Ірану є сефевід Тахмасп I.
У Китаї править династія Мін. Значними державами Індостану є Імперія Великих Моголів, Біджапурський султанат, Віджаянагара. В Японії триває період Муроматі.
Триває підкорення Америки європейцями. На завойованих землях існують віцекоролівство Нова Іспанія та Нова Кастилія. Португальці освоюють Бразилію.

## Події

### В Україні
- Перша писемна згадка про село Колодіївку (нині Підволочиського району Тернопільської області) та про Катеринопіль.
- За благословенням Київського митрополита Іони Протасевича почалося відновлення знищеного Свято-Троїцького Мотронинського монастиря.
- На Гродненському сеймі, на прохання православної шляхти Сигізмунд ІІ Август видав привілей, яким проголошував повну рівність усіх віросповідань на території Великого князівства. Території, підвладні великому князеві, в умовах релігійного протистояння католиків і протестантів у цілій Європі стали поодинокими острівцями релігійної толерантності[1].

### У світі

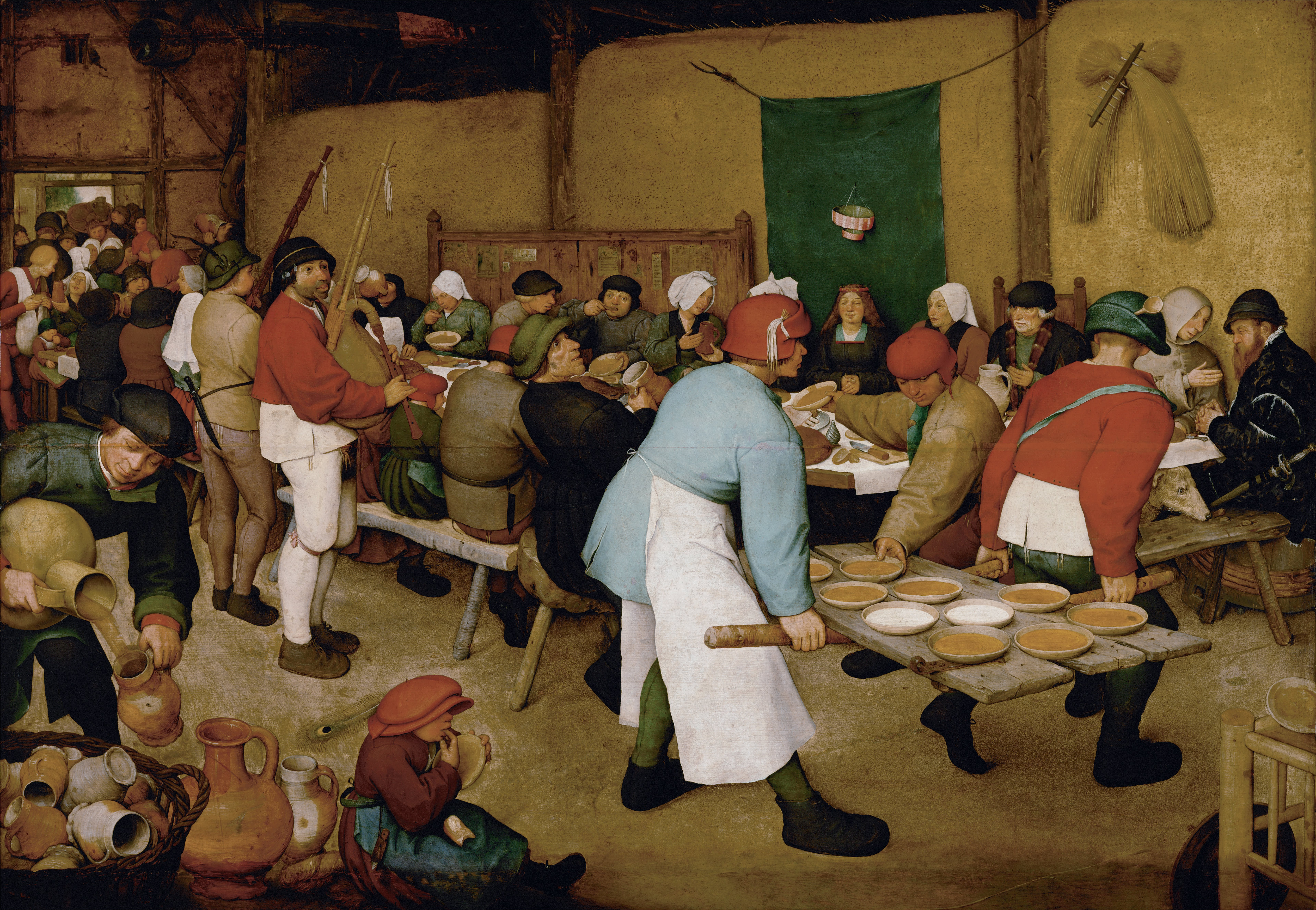
Селянське весілля Брегеля. Картина 1568 року.

- У Східному Угорському королівстві вперше в історії Європи проголошено свободу віросповідання.
- Імператор Максиміліан II Габсбург і турецький султан Селім II уклали між собою мир, що протримався 25 років. Імператор згодився щорічно посилати султану подарунок у 30 тис. дукатів, а також фактично поступився Трансильванією, Валахією та Молдовою.
- У Франції 23 березня едиктом Лонжумо, що надавав гугенотам певні релігійні свободи, завершилася друга гугенотська війна, однак 18 серпня роялісти здійснили невдалу спробу захопити очільників гугенотів, що розпочало третю гугенотську війну.
- 2 травня колишня шотландська королева Марія Стюарт утекла з замку Лох-Левен. 13 травня відбулася битва під Лангсайдом, в якій її війська були розбиті конфедерацією шотландських протестантів. Марія втекла в Англію, але 19 травня англійська королева Єлизавета I наказала ув'язнити її.
- Почалася Вісімдесятирічна війна, відома також як Війна за незалежність Нідерландів або Нідерландська революція.
  - Першою битвою війни стала битва поблизу Гейлігерле, в якій Людвіг фон Нассау, брат Вільгельма Оранського розбив невеликий загін лоялістів. Але вже незабаром герцог Альба розгромив військо Людвіга поблизу Ємгума.
  - Восени Вільгельм Оранський вторгся в південні Нідерланди, але герцог Альба відрізав його лінії постачання й змусив відступити.
- 30 вересня брат шведського короля Еріка XIV герцог Фінляндії Юхан очолив заколот вищого дворянства, в результаті якого король був оголошений божевільним і позбавлений влади.
- У Японії Ода Нобунаґа захопив Кіото і посадив сьогуном Асікаґу Йосіакі.

## Народились
Докладніше: Народилися 1568 року
- 5 квітня — Урбан VIII, папа римський (з 1623).
- 5 вересня — Томмазо Кампанелла, італійський філософ, поет, монах-домініканець, письменник-утопіст.

## Померли
Докладніше: Померли 1568 року
- 20 березня — Альбрехт, перший прусський герцог.